# أوناي إيمري
أوناي إيمري اتسوغوين (بالإسبانية: Unai Emery Etxegoien) (مولود في فوينتيرابيا يوم 3 نوفمبر 1971)، هو لاعب كرة قدم إسباني سابق، ومدرب حالي لنادي أستون فيلا الإنجليزي منذ أكتوبر 2022 قادما من فياريال الاسباني الذي دربه لمدة أزيد من عامين (منذ يوليو 2020 وحتى انضمامه للفيلا) وقد سبق له أن درب عدة أندية إسبانية، كما درب في الخارج فرق سبارتاك موسكو الروسي لفترة قصيرة عام 2012 و باريس سان جيرمان الفرنسي (2016–2018)، و‌آرسنال الإنجليزي (2018–2019)، وهو صاحب الرقم القياسي كأكثر مدرب يفوز ببطولة الدوري الأوروبي على الإطلاق بأربعة ألقاب، وهو كذلك أول مدرب يحصد أربعة ألقاب في إحدى البطولات الأوروبية، وكان الوحيد حتى عادله الإيطالي كارلو أنشيلوتي بعد فوزه برابع ألقابه في دوري الأبطال عام 2022، ثم تخطّاه أنشيلوتي بعد فوزه بلقبه الخامس 2024.
حينما كان لاعبا كان يلعب في مركز خط الوسط، حيث لعب في عدة أندية إسبانية بدأها باللعب في أشبال نادي ريال سوسيداد بين عامي 1990 وحتى عام 1996 حين قضى 6 سنوات مع الفريق بين فريقي الرديف والأول قبل أن يتنقل بين أندية توليدو، راسينغ فيرول، ليغانيس ولوركا ديبورتيفا الذي أنهى فيه مسيرته الكروية عام 2004 بسبب إصابة قوية في الركبة، بعد أن قضى قرابة 15 سنة من احتراف كرة القدم.
وبعد اعتزاله مباشرة اتّجه لعالم التدريب بداية من تدريب الفريق الذي اعتزل فيه لوركا ديبورتيفا الذي تولى مهمة التدريب فيه بين عامي 2004 و2006، انتقل بعدها لتدريب نادي ألمرية لمدّة عامين، قبل أن يُدرّب نادي فالنسيا بين عامي 2008 و2012، واحتلّ المركز السادس المؤهّل لـكأس الاتحاد الأوروبي في موسمه الأول مع الخفافيش، وتحسّن في الموسم الثاني الذي احتلّ فيه المركز الثالث المؤهّل لدوري أبطال أوروبا المركز الذي حافظ عليه طيلة سنواته الثلاثة الأخيرة مع النادي، وبعد تجربة قصيرة غير ناجحة مع نادي سبارتاك موسكو الروسي عام 2012 استقرّ بإيمري المقام في النادي الأندلسي إشبيلية الذي قضى معه ثلاثة مواسم كانت هي الأفضل في مسيرة المُدرب على الإطلاق، حيث كتب التاريخ هناك بتحقيقه لقب الدوري الأوروبي ثلاثة مرات متتالية في إنجاز غير مسبوق،
ليدخل التاريخ وناديه بعد أن أصبح أول مدرب في تاريخ أوروبا يفوز باللقب 3 مرات متتالية ومع نفس الفريق، ويحقق إشبيلية رقماً قياسياً بفوزه بألقاب أوروبية لثلاثة مواسم متتالية في إنجاز لم يتكرر منذ 40 عاماً في أوروبا، والأول في تاريخ المسابقة التي تزعّمها الفريق بخمسة ألقاب بفضل ألقابه الثلاثة المتتالية. ويُصبح النادي تحت قيادة أوناي أكثر فريق يخوض نهائيات في أوروبا خلال القرن الحادي والعشرين، ما جعل هذه الحقبة هي أفضل حقب النادي في تاريخه،
قبل أن يتمّ فسخ العقد بينهما رسمياً في منتصف يونيو 2016، ويتعاقد مع باريس سان جيرمان بعدها بأيام.

وفي باريس استهلّ أوناي مهمّته الرسمية بالتتويج بلقب كأس الأبطال الفرنسي 2016 (السوبر)، ثمّ أتبعه بكأس الرابطة الفرنسية وكأس فرنسا في نهاية الموسم، لكن خروجه المذلّ من مسابقة دوري أبطال أوروبا أمام برشلونة وخسارته لقب الدوري لصالح موناكو جعلا من موسم إيمري الأول مع باريس أقلّ من المأمول.

لكن الموسم الثاني للفريق الباريسي تحت قيادة المدرب الإسباني كان أفضل من سابقه محلياً، إذ استطاع الفريق تحقيق لقب الدوري بسهولة قبل 5 جولات من النهاية، ليغدو أول مدربٍ إسباني يفوز بلقب الدوري الفرنسي عبر التاريخ، وحافظ على ألقابه الثلاثة التي حصد في الموسم السابق ليُكمل رباعية محلية مع النادي الباريسي تمثّلت في بطولة الدوري والكأس والرابطة والسوبر، إلا أن المشاركة الأوروبية لم تكن أفضل من سابقتها، حيث خرج الفريق مجددا من دوري ثمن النهائي في دوري الأبطال، وهذه المرة على يد حامل اللقب في الموسمين الأخيرين نادي ريال مدريد الإسباني، ليُقرّر النادي عدم التجديد معه ويرحل في نهاية الموسم، شهر مايو 2018، ويوقّع بعدها بأيام مع نادي آرسنال الإنجليزي، ليَخلِف المدرب الأسطوري للجانرز آرسين فينغر، الذي قضى أزيد من عقدين على رأس العارضة الفنية للفريق اللندني.
يُعتبر أوناي إيمري أكثر مدرّبٍ حقق ألقاباً في مسابقة الدوري الأوروبي عبر التاريخ، مناصفة مع الإيطالي جيوفاني تراباتوني بثلاثة ألقاب، لكن إيمري ينفرد بكونه الوحيد الذي حقق ثلاثة ألقاب متتالية في المسابقة (2014، 2015، و‌2016)، كما ينفرد بكونه الوحيد الذي حقق ألقاباً ثلاثة مع فريق واحد؛ هو إشبيلية الإسباني.

## المسيرة المبكرة
بدأ أوناي إيمري مسيرته الكروية وهو في سن التاسعة عشرة من عمره عندما انضم لفريق الرديف لنادي ريال سوسيداد (ريال سوسيداد بي) وقضى معهم خمسة أعوام جعلته يرقي للفريق الأول موسم 1995/1996.

## المسيرة الإحترافية
بعد ترقيته للفريق الأول في ريال سوسيداد موسم 1996 لم يلعب مع الفريق كثيراً، حيث اكتفى بخمس مباريات سجل فيها هدفاً واحداً جعله يرحل لصفوف نادي توليدي سنة 1996، حيث استقر هنا مدة أربع سنوات كان يلعب فيها بشكل منتظم مع الفريق، شارك خلالها في 126 مباراة ومسجلا هدفين، لحطّ الرحال بعدها في نادي راسينغ فيرول، الذي قضى معه عامين كانا الأفضل في مسيرته، حيث شارك 61 مباراة مسجلا خلالها 7 أهداف، لينتقل بعدها إلى نادي ليغانيس في عام 2002 وقضى هناك موسماً واحد شارك في 28 مباراة خلاله دون أن يُسجل أي هدف، ليرحل بعدها لنادي لوركا ديبورتيفا الذي لعب له لموسمين شارك في 31 مباراة خلالهما وسجل هدفاً واحداً أنهى بعده مسيرته الكروية في عام 2004 وهو في سن 33 من العمر بعد قرابة ربع قرن قضاها في الملاعب الإسبانية لعب خلالها 339 مباراة، وسجل ثمانية عشرة هدفاً، ليتفرّغ للتدريب بعد أن لم يحقق النجاح كلاعب.

## المسيرة التدريبية

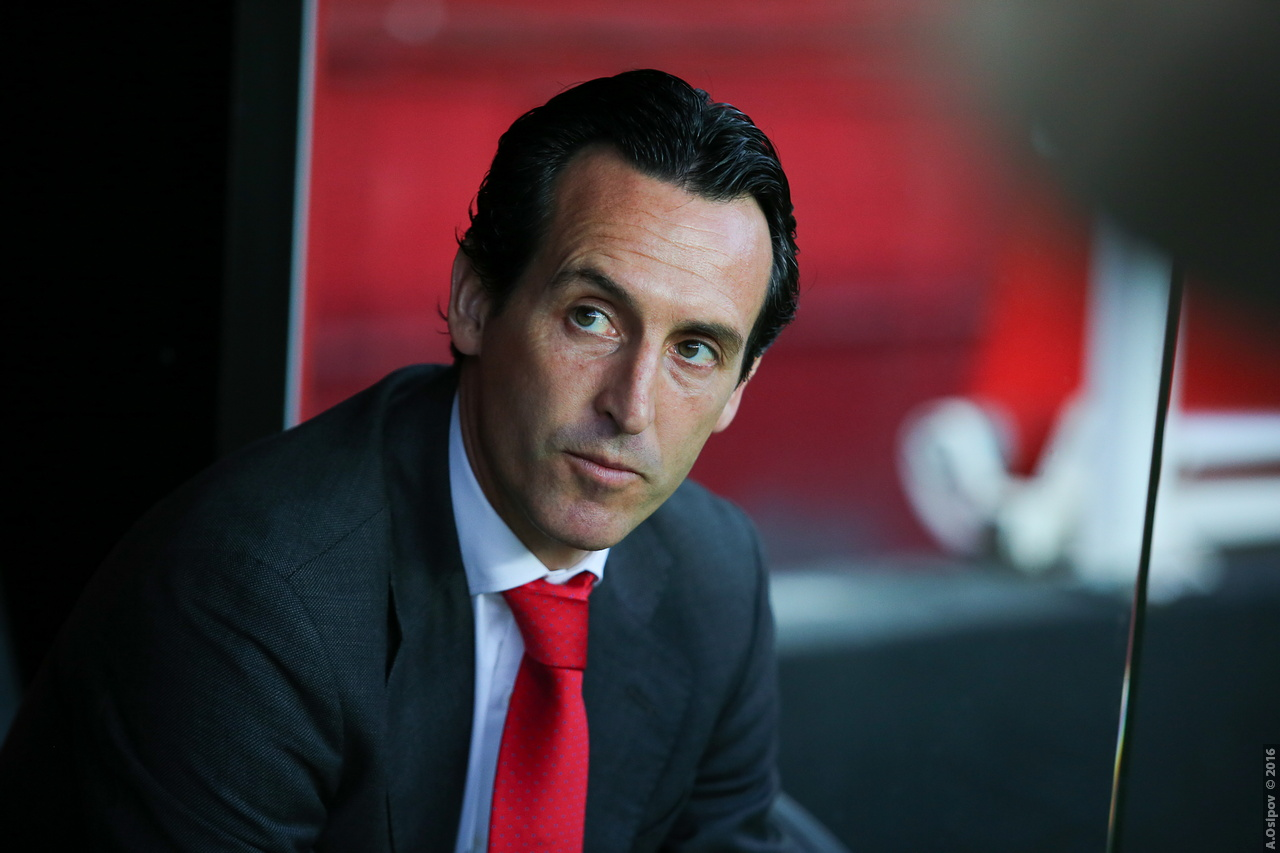
إيمري عام 2016

### لوركا ديبورتيفا
بدأ إيمري مسيرته التدريبية مباشرة بعد اعتزال الكرة حيث قام بالإشراف على تدريب النادي الذي اعتزل فيه لوركا ديبورتيفا بداية من موسم 04-2005 عندما كان الفريق يعبق في الدرجة الثالثة الإسباني، وتمكّن إيمري من قيادته للمركز الرابع في مجموعته الرابعة في الدوري بـ61 نقطة جعلته يلعب المباريات الفاصلة التي تغلّب فيها أليكانتي ثلاث مرات متتالية سمحت له بالتأهّل للدرجة الثانية ابتداء من موسم 2005-2006
وفي موسمه الثاني مع الفريق (موسم 2005-2006) واصل أوناي وفريقه تقديم مستويات قوية بحلوله في المركز الخامس في دوري الدرجة الثانية بـ69 نقطة، ليُقرر الرحيل لنادي ألمرية.

### ألميرية

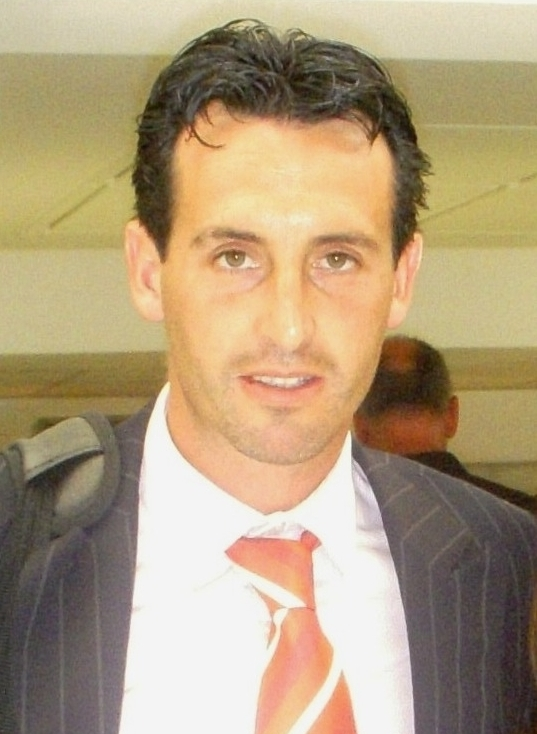
أوناي إيمري أثناء فترته مع ألميرية

تولى إيمري دفة القيادة في نادي ألمرية بداية من موسم 2006/2007 حيث كان ألميرية يلعب في دوري الدرجة الثانية الإسباني وفي موسمه الأول تمكّن من احتلال المركز الثاني على سلّم الترتيب والصعود بالفريق للدرجة الأولى لأول مرة في تاريخه.

وفي موسمه الأول في الدرجة الثانية حقق أوناي نتائج لم تكن متوقّعة لفريق قادم من الدرجة الثانية، حيث فرض التعادل على أندية كبيرة في القسم الأول مثل أتلتيك بيلباو وأتليتكو مدريد وفالنسيا وحقق الفوز على إشبيلية في ديسمبر 2007.

ومع بداية عام 2008 تطوّرت نتائج الفريق بشكل ملحوظ حيث لعب في شهري يناير وفبراير 7 مباريات متتالية من دون التعرض للخسارة (من بينها خمس انتصارات) كان أبرزها فوزين مُفاجئين حققهما الفريق، أولها كان على بطل كأس الملك نادي فالنسيا في ملعب المستايا بهدف نظيف، قبل أن يُفجّر مُفاجئة أكبر بالفوز على حامل اللقب وبطل الدوري ريال مدريد بهدفين دون مقابل، قبل أن يواصل إتعاب الكبار بفرض التعادل على برشلونة بهدفين لمثلهما، ليحلّ في المركز التاسع في الدوري بعد الحصول على 52 نقطة متفوقاً على أندية كبيرة كفالينسيا وأتلتيك بيلباو.

### فالنسيا

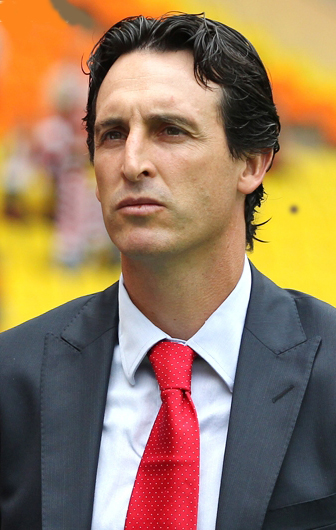
أوناي إيمري أثناء فترته مع نادي فالنسيا عام 2012

بعد مسيرة ناجحة مع فريق ألميريا انتقل إيمري لتدريب نادي فالنسيا الذي خرج للتو من أحد أسوإ مواسمه على مستوى بطولة الدوري بحلوله في المركز العاشر خلف ألميرية الذي كان يُدرّبه إيمري حينها، وخاض أوّل مباراة مع الفريق في ذهاب كأس السوبر الإسباني ضدّ حامل لقب الدوري في آخر موسمين نادي ريال مدريد وتمكّن الخفافيش من الفوز في اللقاء بثلاثة أهداف لاثنين، لكنّ الريال تمكّن من الظفر باللقب بعد الفوز في مباراة الإياب بأربعة أهداف لاثنين في مباراة مُثيرة ومتقلّبه.

في الدوري الإسباني بدأ إيمري بشكل جيد مع الخفافيش بعد أن أنهى مبارياته الثمانية الأولى من دون خسارة (محققاً ستة انتصارات وتعادلين)، لكن المستوى بدأ في التذبذب مع بداية شهر نوفمبر، واستمرت النتائج المُخيبة التي تخلّلتها عشرة خسارات للفريق جعلته يبتعد عن فرق المقدّمة كثيراً خاصة مع نهاية عام 2008 وبداية العام 2009، لكنّ الفريق انتفض مع نهاية شهر مارس وبداية شهر أبريل حين حقق الفريق خمس انتصارات متتالية وتعادل في المباراة السادسة أمام البطل نادي برشلونة في الجولة الثالثة والثلاثين. وبعدها حقّق فوزاً تاريخياً على ريال مدريد بثلاثية نظيفة في الجولة الخامسة والثلاثين ليُنهي الدوري في المركز السادس المؤهّل لكأس الاتحاد الأوروبي الذي شارك فيه الفريق في هذا الموسم وأخرج نادي ماريتيمو من الدور الأول بعد الفوز عليه ذهاباً وإياباً 1-0 و2-1 وفي دوري المجموعات حلّ وصيفاً لمجموعته السابعة بستّ نقاط بعد تحقيقه لانتصار وثلاث تعادلات ومن دون أن يتلقّي أي خسارة، ليتأهّل بعدها لدوري الـ32 الذي اصتدم فيه بنادي دينامو كييف الأوكراني، تعادل الفريقان في أوكرانيا ذهاباً بهدف لمثله، وتعادلوا إياباً أيضاً بهدفين لمثلهما ليتأهّل الفريق الأوكراني بفضل تسجيله لهدفين خارج أرضه ويودّع نادي فالنسيا المسابقة من دون تلقي أي هزيمة.

في الموسم الثاني له مع الفريق (موسم 09-2010) تحسّن أداء الفريق ليحلّ في المركز الثالث في الدوري، المركز المؤهّل مباشرة لمسابقة دوري أبطال أوروبا،

وشارك الفريق في مسابقة الدوري الأوروبي وأخرج في الدور الأول فريق ستابيك النرويجي بعد أن سحقه ذهاباً بثلاثية نظيفة وإياباً بأربعة أهداف لواحد، ليتأهل لدوري المجموعات حيث أوقعته القرعة في المجموعة الثانية إلى جانب أندية ليل الفرنسي، جنوى الإيطالي وسلافيا براغ التشيكي وتصدّرها فالنسيا باثنتي عشرة نقطة من ثلاث انتصارات ومثلها من التعادلات، لتوقعه قرعة دور الـ32 أمام كلوب بروج البلجيكي، ورغم فوز الأخير في مباراة الذهاب بهدف لصفر، إلاّ أن الخفافيش تمكّنوا من العودة في لقاء الإياب والفوز بثلاثة أهداف لصفر، ليبلغوا الدور ثمن النهائي أين واجهوا نادي فيردر بريمين الألماني وصيف النسخة السابقة، أقيمت مباراة الذهاب على ملعب المستايا وانتهت بالتعادل الإيجابي 1-1، وأقيم لقاء الإياب على ملعب فيسر شتاديون في بريمين وانتهى بأربعة أهداف لمثلها في مباراة ماراثونية مشهودة، ليتأهّل فالنسيا للدوري ربع النهائي حيث واجه مواطنه أتليتكو مدريد وتعادل الفريقان في الذهاب بهدفين لمثلهما في المستايا وتكرّر التعادل في الفيثنتي كالديرون ولكنه كان سلبيا هذه المرة ليبلغ الأتليتكو نصف النهائي مستفيداً من تسجيله هدفين خارج أرضه، ويخرج الخفافيش بنفس طريقة الموسم المنصرم،
وقبل نهاية الموسم بقليل جدّد إيمري تعاقده مع النادي رسمياً.

وفي الموسم الموالي جاء الفريق في المركز الثالث في الدوري مجدداً بعد حصده لـ71 نقطة من 21 انتصاراً وثماني تعادلات وتسعة هزائم، وأوقعته قرعة دوري الأبطال في المجموعة الثالثة إلى جانب أندية مانشستر يونايتد الإنجليزي وجلاسكو رينجرز الأسكتلندي، بالإضافة لنادي بورصا سبور التركي، وحلّ الخفافيش خلف المان يونايتد وصيف تلك النسخة،

واجه فالسنيا في ثمن النهائي نادي شالكه الألماني وانتهت مباراة الذهاب في بلنسية بالتعادل بهدف لمثله، ولكن الألمان تمكّنوا من الفوز إياباً بنتيجة 3-1 ويعبروا للدور ربع النهائي.

في موسمه الأخير مع فالنسيا قاده للمركز الثالث في الدوري مجدداً وخرج من دور المجموعات من دوري أبطال أوروبا حيث حلّ في المركز الثالث في المجموعة الخامسة التي ضمّت إلى جانبه كلّ من تشيلسي الإنجليزي بطل تلك النسخة، وباير ليفركوزن الألماني، إلى جانب نادي جينك البلجيكي، احتلاله للمركز الثالث جعله يُشارك في دور الـ32 من الدوري الأوروبي أين واجه نادي ستوك سيتي الإنجليزي وتخطاه بعد أن تغلّب عليه ذهاباً وإياباً بنتيجة 1-0، وتخطى نادي آيندهوفن الهولندي في ثمن النهائي بعد أن فاز عليه ذهاباً بأربعة أهداف لاثنين، وتعادل معه إياباً بهدف لمثله. ثم أتبعه بمواطنه إي زد ألكمار في ربع النهائي بعد أن أقصاه بمجموع 5-2 بين الذهاب والإياب (1-2 في هولندا و4-0 في إسبانيا)، ليتأهّل لنصف النهائي الذي قابل فيه مواطنه أتليتكو مدريد الذي أخرجه مرة جديدة بعد الفوز عليه ذهاباً وإياباً بمجموع 5-2 بين الذهاب والإياب (4-2 و1-0)، ليرحل مع نهاية الموسم مُتّجها لنادي سبارتاك موسكو الروسي، بعد أربعة أعوام قضاها مع فالنسية.

### سبارتاك موسكو

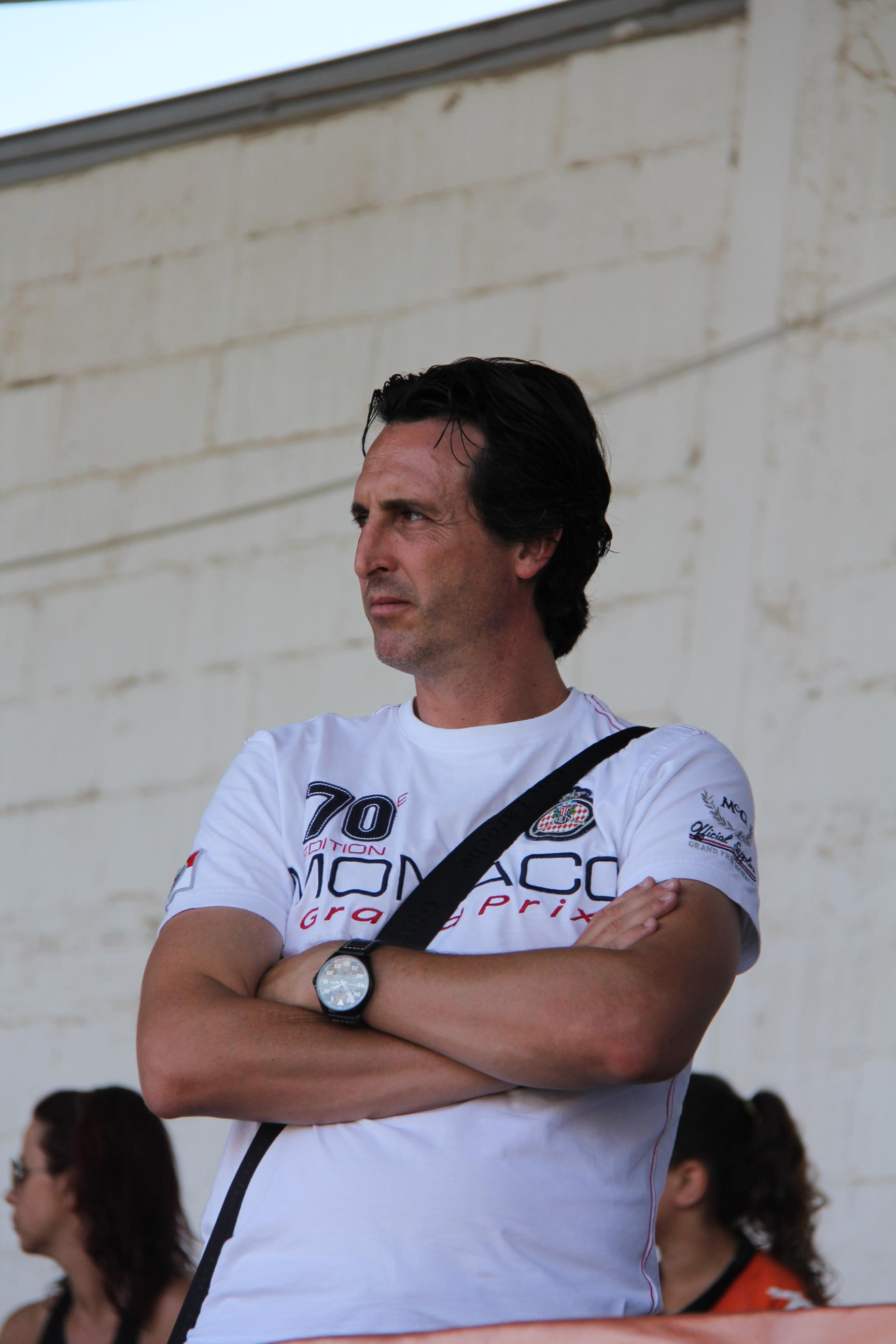

قبل بداية موسم 2012/2013 تعاقد سبارتاك مع إيمري بعقد يمتدّ لعامين، ورغم بدايته القوية في الدوري وتحقيقه لثلاث انتصارات متتالية تجرّع إيمري خسارة قاسية من زينيت سانت بطرسبرغ بخماسية نظيفة، وبدأ بعد ذلك الفريق في سيلٍ من النتائج المتذبذبة حتى جاء مباراة القمّة ضدّ الغريم دينامو موسكو والتي كانت بمثابة القشة التي قصمت ظهر البعير حينما خسرها أبناء إيمري على أرضهم بخمسة أهداف لهدف واحد، حيث أعلن النادي بعدها مباشرة إقالة المدرب.

### إشبيليه

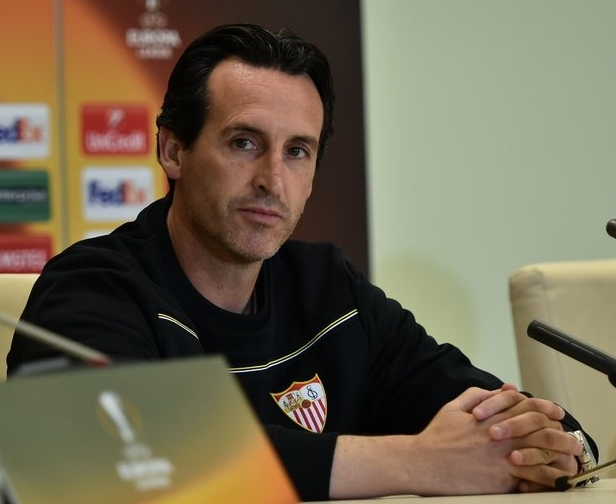
أوناي مع نادي إشبيلية

في يناير 2013 تعاقد نادي إشبيلية مع أوناي لقيادة الفريق في النصف الثاني من موسم 2012/2013 ورغم الأداء الضعيف في الدوري واحتلالهم للمركز التاسع تمكّن الفريق من حجز مقعد له في بطولة الدوري الأوروبي بسبب قرار الويفا التي قضى باستبعاد ناديي ملقا، ورايو فايكانو.

في الموسم الثاني له مع الفريق تحسّن مستوى الفريق بشكل ملحوظ، حيث احتلّ المركز الخامس في الدوري والمؤهّل لمجموعات بطولة الدوري الأوروبي مباشرة، بطولة الدوري الأوروبي الذي شارك فيها الفريق هذا الموسم وظفر بلقبه بعد الفوز على نادي بنفيكا البرتغالي بركلات الترجيح، الأمر الذي جعل إدارة النادي تُجدد عقد المدرب بعدها بأيام قليلة. واستمر في الفريق في التألّق الأوروبي مع إيمري حيث قادهم للتويج ببطولة الدوري الأوروبي ثلاث مرات متتالية، ليصبح بذلك أول مدرّب يفعل ذلك في تاريخ أوروبا قبل أن يفسخ تعاقده مع النادي صيف 2016.

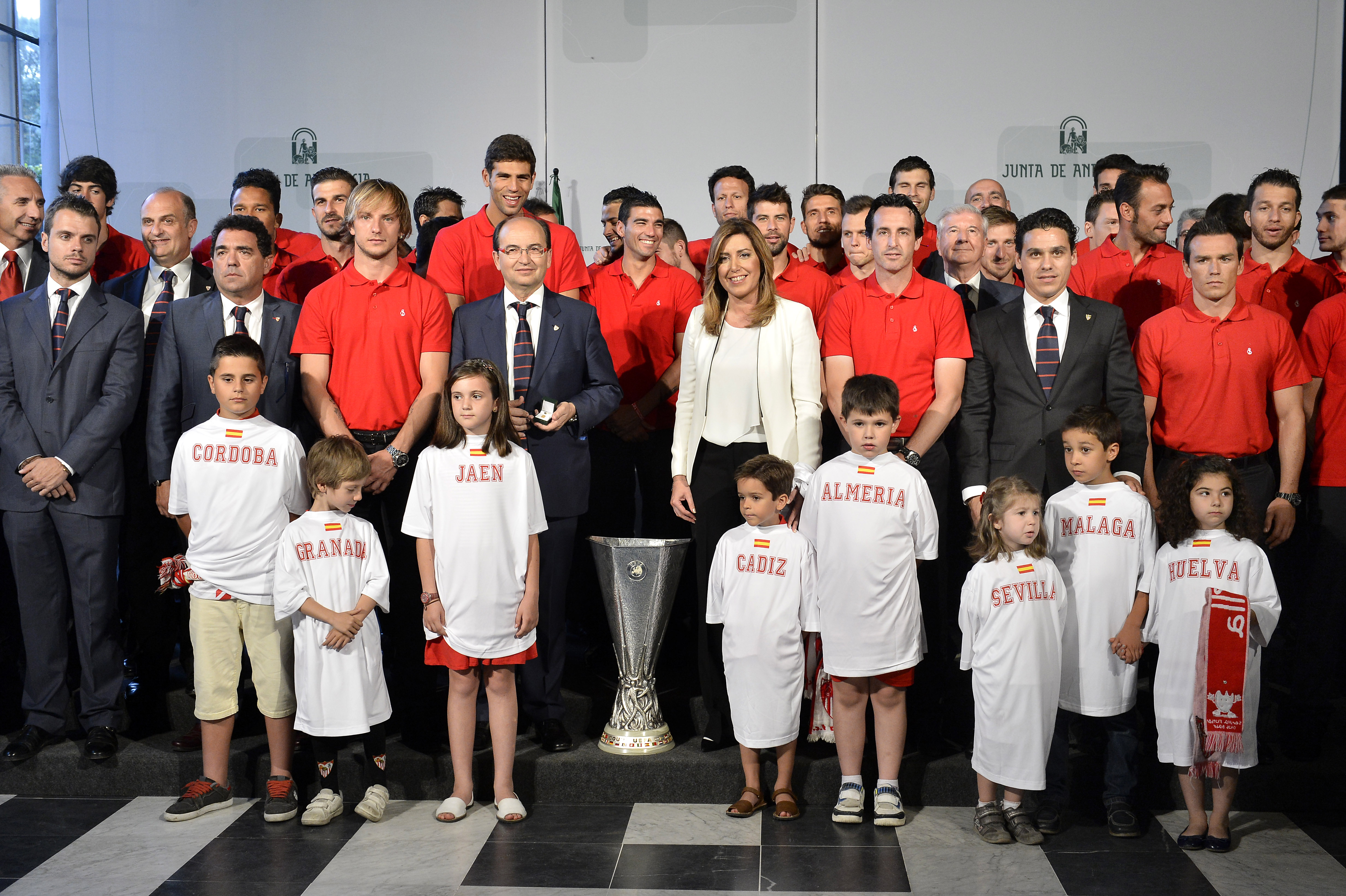
أوناي مع فريق إشبيلية في الاحتفال ببطولة الدوري الأوروبي

### باريس سان جيرمان

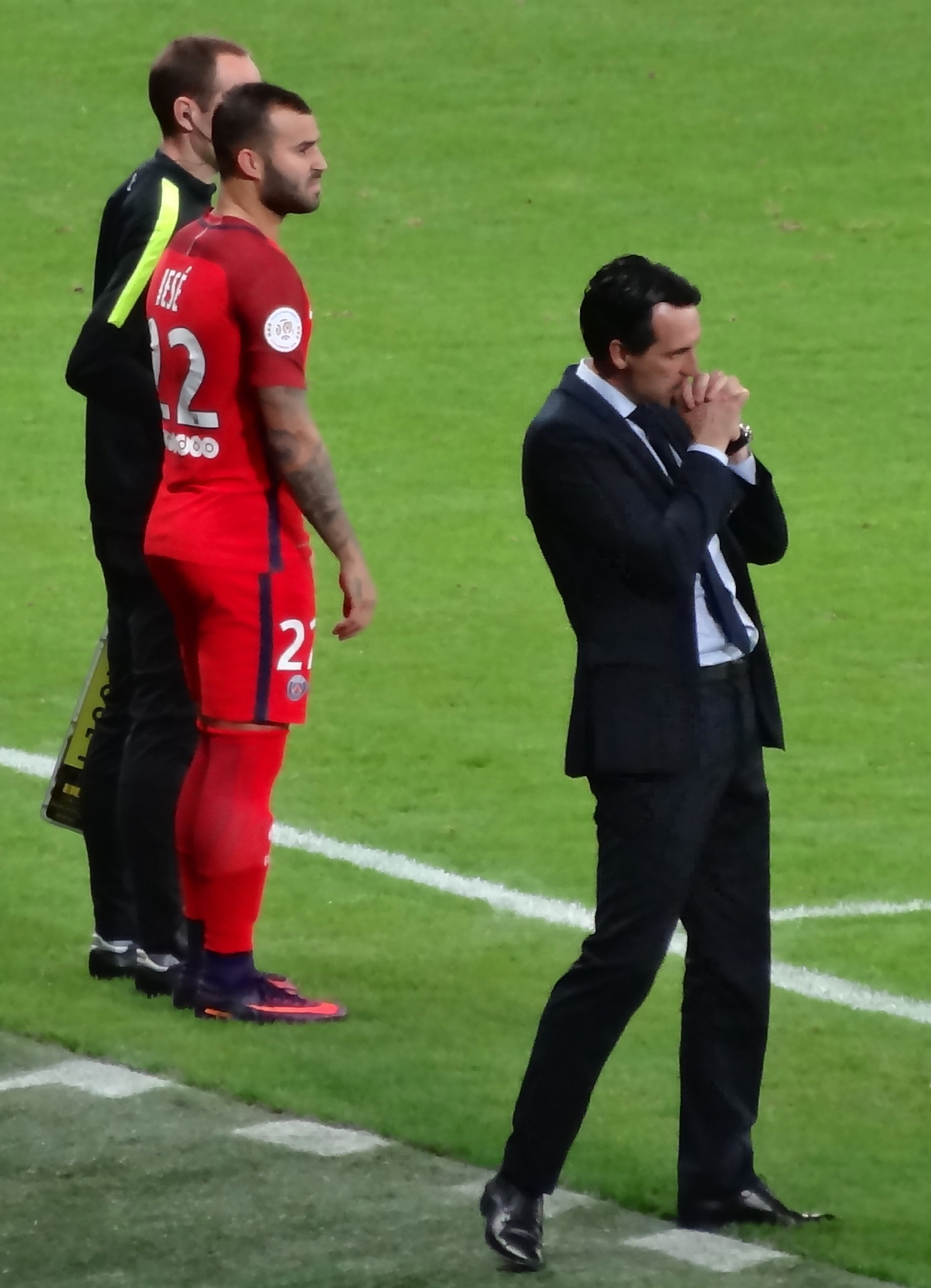
إيمري مع باريس سان جيرمان

في الثامن والعشرين من يونيو 2016 أعلن النادي الباريسي توقيع العقد مع إيمري رسمياً لتولي مهمة تدريب الفريق خلفاً للمقال لوران بلان بعقد يمتدّ حتى عام 2018، وتمّ تقديمه رسمياً لوسائل الإعلام يوم 4 يوليو 2016 في ملعب حديقة الأمراء بحضور الرئيس ناصر الخليفي.

في مباراته الرسمية الأولى رفقة أمراء باريس تمكّن إيمري من الظفر بأول ألقابه، حيث حقق لقب كأس الأبطال الفرنسي على حساب ليون في المباراة التي لُعبت على ملعب هايبو-أرينا في النمسا.

وفي بطولة الدوري الفرنسي بدأ الأمراء مع إيمري بتحقيق فوزين متتاليين على باستيا و‌ميتز، لكن سرعان ما تراجع الفريق وتلقّى خسارته الأولى أمام موناكو، ومن ثمّ تعادل مع سانت إتيان في البارك دي برينس ليتراجع الفريق للمركز الخامس في أول 4 جولات تحت قيادة إيمري. وشهدت الفترة اللاحقة في الدوري أخذاً وردّاً ومداً وجزرا، حيث تخللتها عدة تعثّرات وانتفاضات، حتى بلغ الفريق نهاية القسم الأول وهو في المركز الثالث في الدوري برصيد 39 نقطة بعدما انتفض فريق إيمري في نهاية القسم وحقق فوزاً كاسحاً على لوريان بخماسية نظيفة، نفض بها غبار ثلاث تعثّرات متتالية بتعادل وخسارتين أمام كلٍّ من مونبلييه و‌نيس و‌غانغون.

وفي القسم الثاني تحسّن الوضع كثيراً حيث قدّم الفريق سلسلة خالية من الهزائم امتدّا لـ15 جولة؛ تخلّلها تعادلان و13 انتصاراً، حيث قاده الفوز في نهاية السلسلة على مونبلييه في الجولة 34 بنتيجة 2–0 إلى صدارة الدوري مؤقّتاً (مع بقاء مباراتين ناقصتين لموناكو وقتها)، لكن الفريق سرعان ما عاد لمربّع الخيبات في الجولات الأخيرة، ما مكّن نادي الإمارة الفرنسي موناكو من تحقيق اللقب بفارق تسع نقاط عن إيمري وفريقه في نهاية الموسم، رغم أن هذا الأخير حرم موناكو من البطولتين المحلّيتيْن كأس الرابطة و‌كأس فرنسا حينما فاز عليه في نهائي الرابطة 4-1 وأخرجه من نصف نهائي الكأس بنتيجة 5-0.

وفي موسمه الثاني رفقة باريس دخل إيمري الموسم كما دخل سابقه وفاز بلقب كأس الأبطال الفرنسي (السوبر)، وهذه المرة على حساب موناكو بنتيجة 2–1 في المباراة التي أُقيمت في ملعب طنجة الكبير في مدينة طنجة المغربية. ثمّ بدأ الدوري بقوة وحقق الانتصار في الجولات الستّ الأولى، وتمكّن من تحقيق 13 انتصاراً وتعادلين في أول 15 جولة من الدوري قبل أن يتعرّض لخسارته الأولى من فريق ستراسبورغ بنتيجة 2-1.

لكن الفريق سرعان ما عاد لسكّة الانتصارات في الجولات اللاحقة واستمرّ في توسيع صدارته للدوري حتى أعلن أشبال إيمري أنفسهم أبطالاً لفرنسا رسمياً قبل 5 جولات من النهاية حينما سحقوا حامل اللقب موناكو بسبعة أهداف لواحد. ليُحقق إيمري لقبه الأول في الدوري. قبل أن يحتفل في نهاية موسمه الثاني بالرباعية المحلية (الدوري والكأس والرابطة والسوبر)، كما اختير في نهاية الموسم كمدرب للعام في فرنسا من قِبل الرابطة الفرنسية للمحترفين.

وعلى صعيد دوري الأبطال كان أداء الفريق الباريسي بقيادة إيمري نارياً في دوري المجموعات حيث تمكّن من تسجيل 17 هدفاً في أول 4 جولات بعلامة كاملة من أربع انتصارات ودون أن يتلقى أيّ هدف، قبل أن يصل في الجولة الخامسة للرقم القياسي لأكثر الفرق تسجيلاً للأهداف في دوري المجموعات على الإطلاق برصيد 24 هدفا، قبل أن يُعزّز رقمه القياسي في الجولة الأخيرة بهدف آخر جعله يُنهي المجموعات متصدّرا لمجموعته برصيد 15، ومسجلاً 25 هدفاً. لكنه سرعان ما تلقى خيبة جديدة بخروج مبكّرٍ آخر من دور ثمن النهائي وهذه المرة على يد حامل اللقب في الموسمين الأخيرين ريال مدريد الإسباني الذي استطاع إقصاءه بعدما تغلّب عليه ذهاباً وإياباً بنتيجة 3–1 في مدريد و2–1 في باريس. ويكون ذلك الموسم هو الأخير له في باريس، ليعلن في شهر أبريل أنه راحل عن الفريق نهاية الموسم بنهاية عقده.

### آرسنال

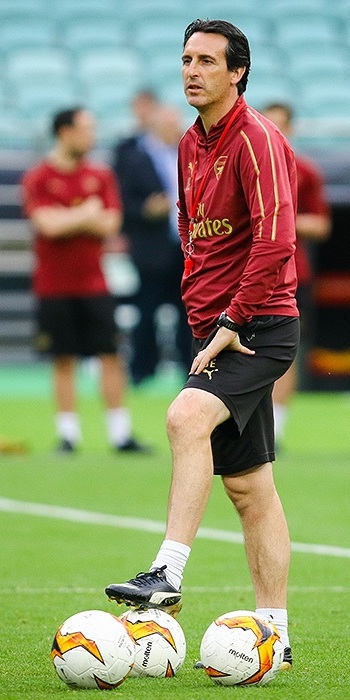
إيمري مع آرسنال عام 2019

في شهر مايو من العام 2018 تعاقد أوناي إيمري رسمياً مع نادي آرسنال الإنجليزي خلفاً للمدرب الأسطوري للنادي آرسين فينغر، ليُصبح ثاني مدرب غير إنجليزي يتولّى تدريب الآرسنال بعد سلفه فينغر.

في موسمه الأول حلّ الفريق في المركز الخامس في الدوري الإنجليزي، أي إنه تقدم مركزا واحدا عن الموسم الذي سبقه (المركز السادس)، صعد الفريق بالتالي لبطولة الدوري الأوروبي التي كان يلعب فيها ذلك الموسم أيضا واستطاع الوصول للمباراة النهائية، لكنه خسرها أمام تشيلسي.

### فياريال
بدأ أوناي إيميري تدريب الفريق الإسباني فياريال في يوليو 2020، حصد في موسمه الأول معهم ما يُعادل 58 نُقطة في الدوري، مستفيداً من كونهِ مُتأهِلاً للدوري الأوروبي في انطلاقته في بداية الموسم 2020–21، حصد لقب الدوري الأوروبي في موسمِهِ الأول بفوزه على نادي مانشستر يونايتد الإنجليزي بضربات الترجيح، ليتأهل في الموسم الذي يليه إلى دوري أبطال أوروبا تلقائيا، وقدم موسما جيدا في البطولة وصل فيه لنصف النهائي، بعد أن أخرج يوفنتوس الإيطالي وبايرن ميونخ الألماني من ثمن النهائي وربع النهائي على التوالي، قبل أن يُنهي عقده مع فريق «الغواصات الصفراء» في أكتوبر 2022 ويرحل إلى نادي أستون فيلا الإنجليزي.

### أستون فيلا
أعلن نادي أستون فيلا المنافس ضمن أندية الدوري الإنجليزي الممتاز يوم 24 أكتوبر 2022 تعاقده مع إيمري خلفا للمدرب المقال ستيفن جيرارد بسبب سوء النتائج، إذ كان الفريق قد جمع 14 نقطة من 12 مباراة في الدوري (3 انتصارات و3 تعادلات و6 خسارات) ويقبع في المركز الرابع عشر في الدوري، وسرعان ما تحسنت نتائج الفريق تحت قيادة إيمري في الدوري، حيث حقق في أول 7 مباريات 5 انتصارات وتعادلا واحدا وخسارة واحدة، واستمرّ الفريق في نتائجه الجيدة حتى استطاع إنهاء الموسم في المركز السابع، وتأهل بالتالي لبطولة دوري المؤتمر الأوروبي، ويُساهم إيمري بالتالي في قيادة الفريق للعودة للبطولات الأوروبية لأول مرة منذ 13 عاما.

## إحصائياته كمدرب
آخر تحديث: 23 مايو 2018
| الفريق           | مِن            | إلى            | الإحصائيات | الإحصائيات | الإحصائيات | الإحصائيات | الإحصائيات   |
| الفريق           | مِن            | إلى            | مباريات    | فوز        | تعادل      | خسارة      | نسبة الفوز % |
| ---------------- | ------------- | -------------- | ---------- | ---------- | ---------- | ---------- | ------------ |
| لوكا ديبورتيفا   | 6 يناير 2005  | 22 يونيو 2006  | 70         | 34         | 16         | 20         | 048٫6        |
| ألميرية          | 22 يونيو 2006 | 22 مايو 2008   | 84         | 39         | 20         | 25         | 046٫4        |
| فالنسيا          | 22 مايو 2008  | 14 مايو 2012   | 220        | 107        | 58         | 55         | 048٫6        |
| سبارتاك موسكو    | 14 مايو 2012  | 25 نوفمبر 2012 | 26         | 12         | 3          | 11         | 046٫2        |
| إشبيلية          | 14 يناير 2013 | 12 يونيو 2016  | 205        | 106        | 43         | 56         | 051٫7        |
| باريس سان جيرمان | 28 يونيو 2016 | 14 مايو 2018   | 114        | 87         | 15         | 12         | 076٫3        |
| آرسنال           | 23 مايو 2018  | الآن           | 0          | 0          | 0          | 0          | —            |
| المجموع          | المجموع       | المجموع        | 719        | 385        | 155        | 179        | 053٫5        |

## الألقاب

### إشبيلية
- الدوري الأوروبي :
  - البطل (3): 2014، 2015، 2016

### باريس سان جيرمان
- كأس الأبطال الفرنسي:
  - البطل (2): 2016، 2017
- كأس فرنسا:
  - البطل (2): 2016–17، 2017–18
- كأس الرابطة الفرنسية:
  - البطل (2): 2016–17، 2017–18
- الدوري الفرنسي:
  - البطل (1): 2017–18

### فياريال
- الدوري الأوروبي :
  - البطل (1): 2021